# Route départementale 35 (Essonne)
Pour les articles homonymes, voir Route départementale 35.
La route départementale 35 est une route départementale située dans le département français de l'Essonne et dont l'importance est aujourd'hui restreinte à la circulation routière locale. Elle assure pour une bonne partie de son trajet la ceinture périphérique sud de la ville nouvelle des Ulis et sa liaison avec la route nationale 20.

## Histoire
En 1972, elle fut aménagée en deux fois deux voies entre Gometz-le-Châtel et Marcoussis.

## Itinéraire
La route départementale relie aujourd'hui principalement Les Ulis à Montlhéry même si son trajet commence au-delà et s'achève un peu plus loin.
- Gometz-le-Châtel, elle démarre son parcours au Carrefour giratoire Saint-Nicolas à l'intersection avec la route départementale 988 sous l'appellation Route des Gometz. Elles empruntent une partie du parcours en commun jusqu'au Giratoire de l'ingénieur Jean Bertin où elles se séparent.
- Saint-Jean-de-Beauregard, elle entre à l'extrême nord-ouest du territoire dans le hameau de Villeziers, à proximité du centre commercial Ulis 2.
- Les Ulis, elle entre au sud et devient la Route de Gometz pour constituer une voie rapide entre l'habitat et la zone industrielle. Elle parvient au Giratoire de Mondétour qui marque l'intersection avec la route nationale 118, la route départementale 118 et la route départementale 446 dont elle partage en suite une partie du parcours sous l'appellation Route de Montlhéry. Un pont permet le passage au-dessus de l'autoroute A10 avant de quitter le territoire.
- Villejust, elle entre à l'extrême ouest en conservant la dénomination précédente puis bifurque vers l'est pour marquer la frontière avec Marcoussis. Elle rencontre ensuite l'ancienne route départementale 59 avant de quitter le territoire.
- Nozay, elle conserve l'appellation puis rencontre la déviation de la RD 59 puis devient le Chemin de Sainte-Claire et se scinde en deux voies, l'une vers l'est, l'autre vers le nord.

| voie nord - Nozay, elle entre dans le bourg et prend l'appellation Rue du Temple puis Rue du Gros Chêne jusqu'à traverser la Place de la Mairie pour devenir la Rue du Bois Clair. Elle sort du bourg et devient le Chemin de Lunézy avant de quitter le territoire. - La Ville-du-Bois, elle entre par l'ouest sous l'appellation de Route de Nozay. À son entrée en centre-ville, elle devient la Rue Ambroise Paré puis traverse la Place du Général de Gaulle elle prend l'appellation Rue des Cailleboudes avant de croiser la route nationale 20 et de retrouver l'autre partie. | voie est - Nozay, elle conserve son appellation jusqu'à la sortie du territoire. - Montlhéry, elle entre au nord-ouest et prend l'appellation de Route des Templiers, un pont lui permet de passer au-dessus de la route nationale 20 puis rencontre au Rond-Point des Bourguignons la route départementale 133 avec laquelle elle partage le tracé sous l'appellation Chemin de la Croix du Mesnil puis Allée du Pont aux Pins avant de rejoindre la RN 20. - Longpont-sur-Orge, elle suit le tracé de la RN 20 sous l'appellation d' Avenue de la Division Leclerc puis elle bifurque à droite à l'intersection avec l'autre portion. |

- Ballainvilliers, elle marque la frontière sud et prend l'appellation de Rue du Perray puis Rue de Villebouzin pur marquer la frontière est avec Villiers-sur-Orge, elle devient ensuite le Chemin des Marcoussets avant de couper la route départementale 186 pour prendre l'appellation de Chemin de Bellebats et s'achever à la seconde intersection avec la RD 186 à la frontière avec Épinay-sur-Orge.

## Pour approfondir